# Thomas Köhler
Thomas Köhler (Zwickau, 25 giugno 1940) è un ex slittinista tedesco orientale, vincitore di due medaglie d'oro ai Giochi olimpici: ad Innsbruck 1964 ed a Grenoble 1968. Dopo la riunificazione della Germania (1990), acquisì la cittadinanza tedesca.
È fratello di Michael, a sua volta ex slittinista di alto livello.

## Biografia
Gareggiò sia nel singolo che nel doppio, primeggiando in entrambe specialità. Conseguì tutti i suoi più prestigiosi risultati nella specialità biposto in coppia con Klaus-Michael Bonsack.
Prese parte a due edizioni dei Giochi olimpici invernali: ad Innsbruck 1964 vinse la medaglia d'oro nel singolo e non riuscì a portare a termine la gara nel doppio ed a Grenoble 1968, dove ebbe l'onore di sfilare come portabandiera per la spedizione tedesca orientale in occasione della cerimonia di apertura dei Giochi, conquistò la medaglia d'argento nel singolo e quella d'oro nel doppio. Fu il primo atleta capace di vincere l'oro in entrambe le specialità alle Olimpiadi, impresa eguagliata in seguito solo dall'italiano Paul Hildgartner.
Ai campionati mondiali ottenne due medaglie d'oro nel singolo a Krynica-Zdrój 1962 e ad Hammarstrand 1967, nonché una d'oro ed una d'argento nel doppio rispettivamente ad Hammarstrand 1967 ed a Davos 1965.
Ritiratosi dalle competizioni dopo i Giochi di Grenoble 1968, divenne allenatore della squadra tedesca orientale di slittino, incarico che mantenne sino al 1976. Fino alla riunificazione tedesca è stata inoltre membro del Comitato Olimpico nazionale della DDR e della Federazione Tedesca di Ginnastica (BTSD), ricoprendo incarichi dirigenziali. Dopo il 1991 lasciò il mondo dello sport per lavorare come direttore marketing in una catena commerciale di Berlino.
Nel 2010 pubblicò il libro Zwei Seiten der Medaille. Thomas Köhler erinnert sich (I due lati della medaglia. Ricordi di Thomas Köhler), un'autobiografia in cui si raccontano vicende relative al cosiddetto doping di Stato in Germania Est, di quanto questa pratica fosse diffusa ed effettuata con la complicità degli stessi atleti già dai primi anni '70, nonché di come questa fosse estesa anche ai minorenni, minimizzando però sui rischi e sulle conseguenze che l'uso prolungato di sostanze dopanti ha avuto sulla salute degli atleti e descrivendo l'utilizzo del doping come quasi necessario affinché una piccola nazione come la Germania orientale potesse competere contro le superpotenze sportive dell'epoca. Campioni dell'ex DDR di quel periodo, come l'ex saltatore Jens Weißflog o l'ex pattinatrice di velocità su ghiaccio Gunda Niemann, accolsero in maniera aspra questo libro criticando Köhler per aver diffuso accuse generalizzate, trasfigurando la realtà dell'accaduto, ma l'allora presidente del Comitato Olimpico Tedesco (DOSB) Thomas Bach elogiò le dichiarazioni fatte dall'ex funzionario della BTSD, aggiungendo che solo grazie a testimonianze come questa potrà venire fuori la reale portata del fenomeno-doping in Germania Est.

## Palmarès

### Olimpiadi
- 3 medaglie:
  - 2 ori (singolo ad Innsbruck 1964; doppio a Grenoble 1968);
  - 1 argento (singolo a Grenoble 1968).

### Mondiali
- 4 medaglie:
  - 3 ori (singolo a Krynica-Zdrój 1962; singolo, doppio ad Hammarstrand 1967);
  - 1 argento (doppio a Davos 1965).